# Kasun Jayasuriya
Pour les articles homonymes, voir Jayasuriya.
Kasun Jayasuriya, né le 25 mars 1980 à Colombo, est un footballeur international srilankais. Il est le meilleur buteur de l'histoire de l'équipe nationale avec 27 buts marqués.